# Convento de los Agustinos (Toulouse)

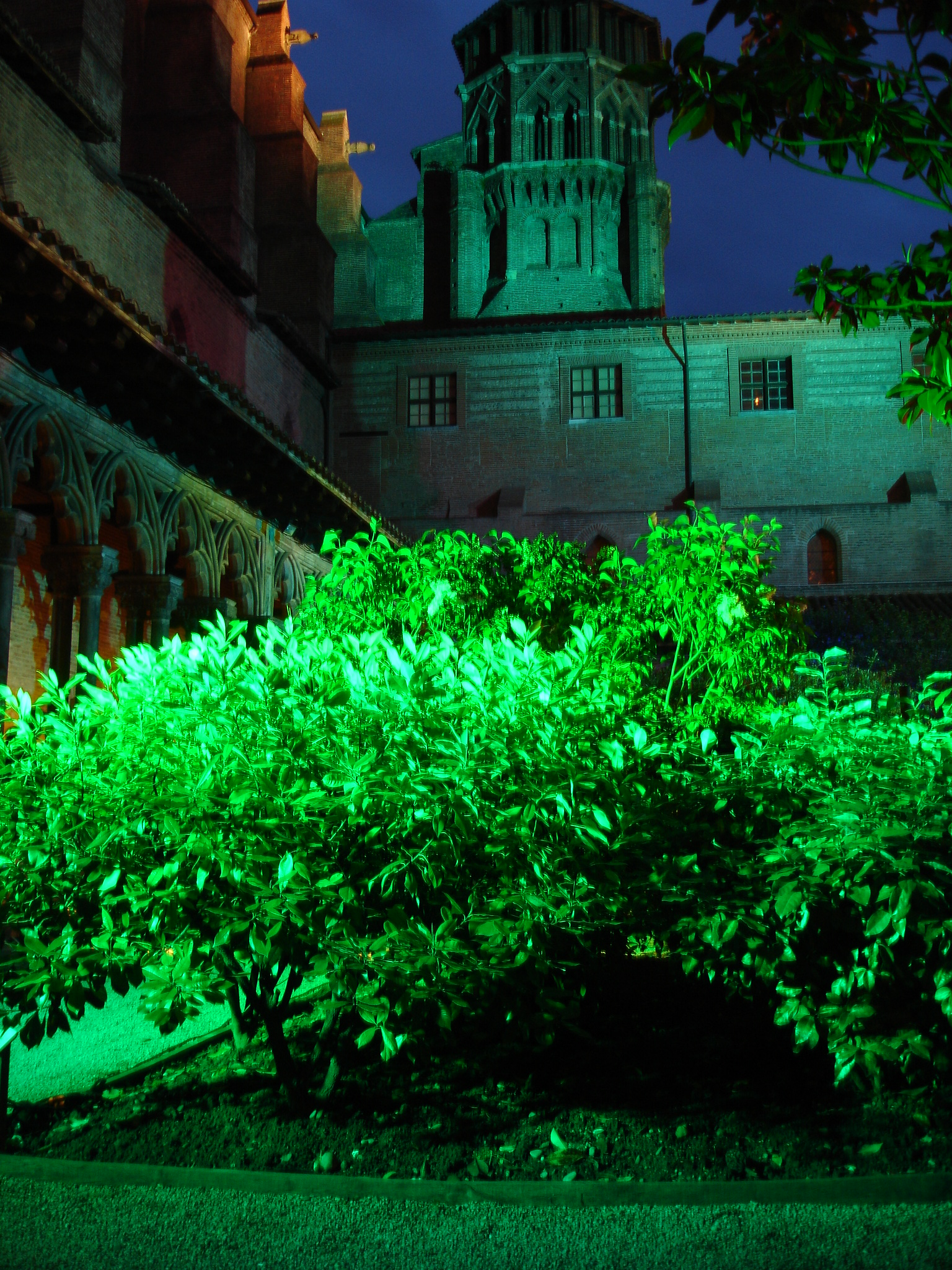
Vista del campanario desde el claustro, de noche.

El Convento de los Agustinos es una edificación del gótico típicamente languedociense situada en la ciudad francesa de Toulouse, compuesta por el convento con un claustro, iglesia y salas capitulares.
Construido en el siglo XIV, el convento sufrió graves destrozos en el XIX. Completamente restaurado, alberga el Museo de los Agustinos de Bellas Artes y está clasificado como Monumento histórico de Francia.

## Historia y arquitectura
Los ermitaños de la Orden de San Agustín construyeron en el año 1309 el convento dentro de los muros de la ciudad con la autorización del papa Clemente V. Jean Lobres, maestro de obra de la catedral de Toulouse participó en la construcción de la cabecera de la iglesia. Dicha cabecera está formada tres capillas abiertas directamente sobre la ancha nave única, sin crucero, con una disposición de caras esculpidas en su zona alta —organización de la iglesia es característica del estilo gótico meridional. 

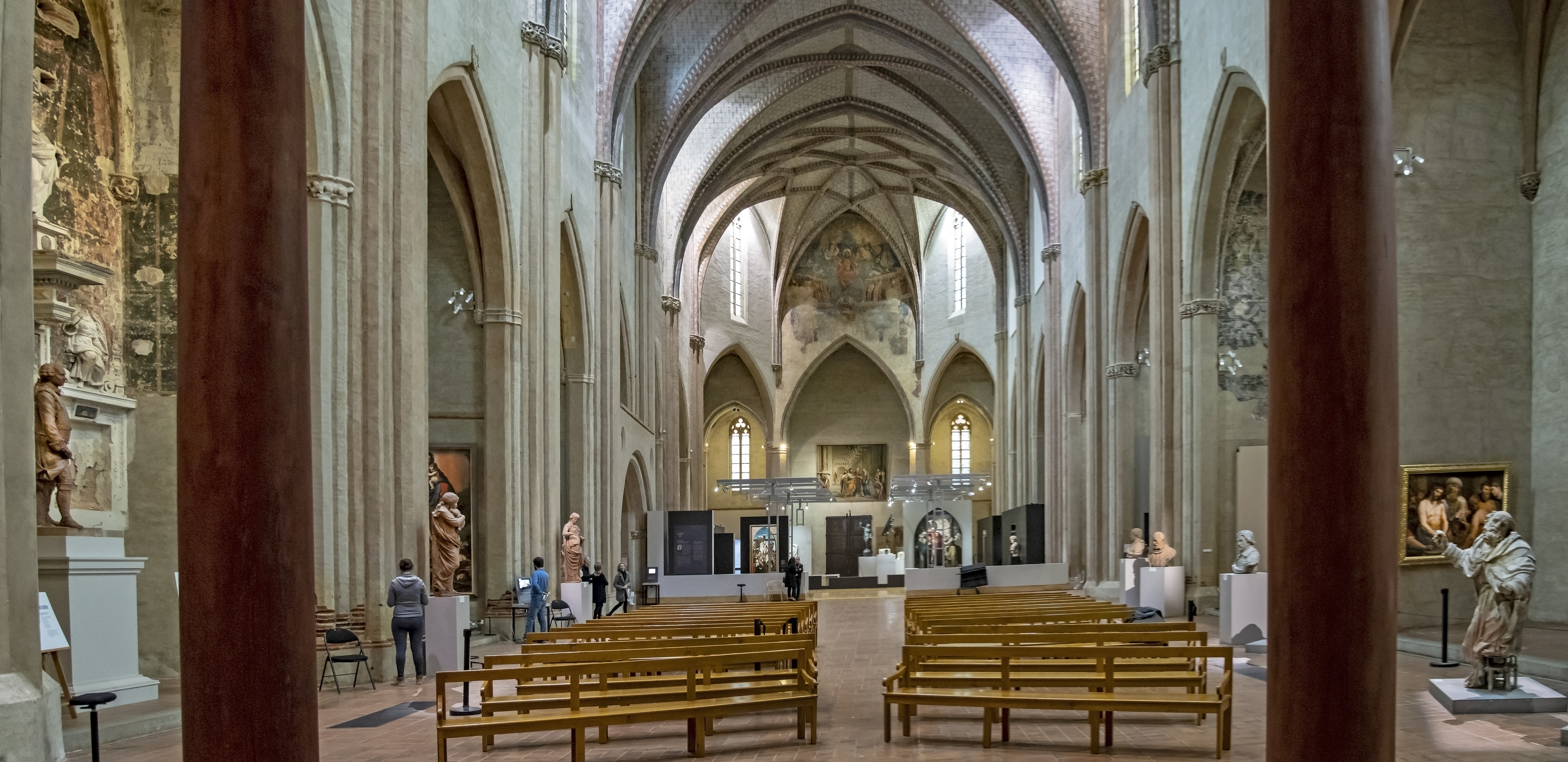
Interior de la nave.

En 1341, la construcción y edificación del convento se encuentran bastante avanzadas adelantadas y la iglesia se pinta con una decoración parecida a las del norte de España y con miniaturas producidas en los entornos reales de Felipe el Hermoso. El campanario es cuadrado y se accede a él por una apertura en la sacristía. La construcción de la parte oriental del claustro empieza en el año 1341; las tres otras partes no se inician hasta el año 1396 y se finalizaron transcurridos 90 años. 
Debido a la imprudencia de un panadero, un incendio destrozó una gran parte de la ciudad de Toloulouse en 1493, incluidos la mayoría de los tejados del convento de los Augustinos, que se derrumbaron. Con la ayuda de los fieles y de la iglesia, la reconstrucción llevada a cabo por maestros de obras Martin Pujol y Pierre d'Arroye, se inició en el año 1495. Los trabajos fueron rápidamente concluidos y la nueva consagración del edificio fue celebrada el 30 de junio de 1504. 
El convento albergaba cerca de doscientos monjes en los siglos XIV y XV, pero rápidamente, este número disminuyó y no sobrepasaban los ciento cuarenta en 1518, sesenta en 1649 y treinta y uno en 1680, número aún más disminuido en el momento de la Revolución francesa. Además, en 1542, el convento es víctima de un espolio de los libros y del archivo de la biblioteca, los objetos litúrgicos y los muebles más antiguos. 

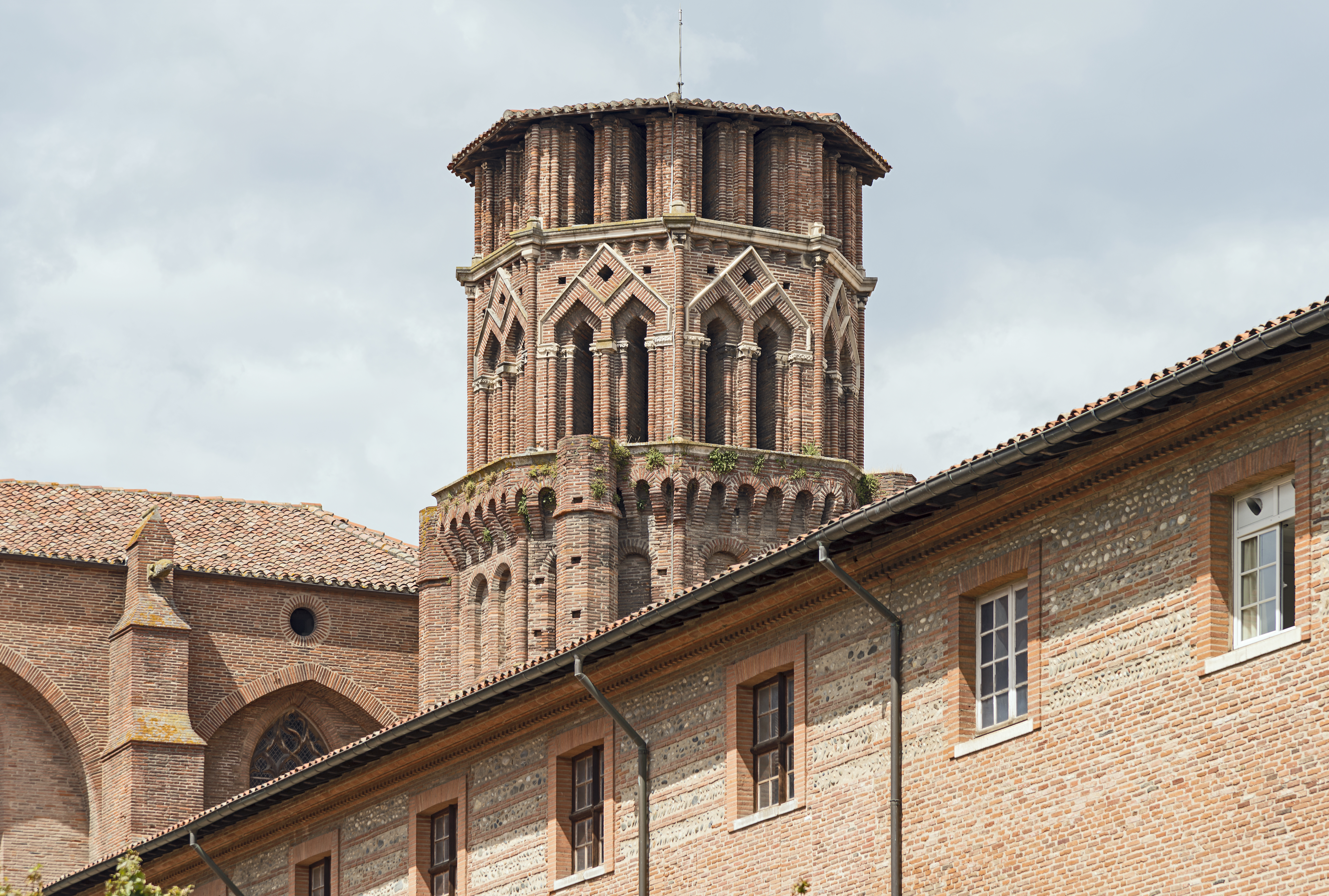
Campanario.

El 14 de septiembre de 1550, día de la fiesta de la Exaltation de la Sainte Croix, un relámpago cayó sobre el campanario derrumbándolo en parte; la punta y los pisos superiores son destruidos totalmente y provocan numerosos daños alrededor. Este acontecimiento comporta el declive definitivo del convento debido a que las dificultades financieras no permitieron reconstruir el campanario y los demás destrozos.
Por decreto de la Convención del 2 de noviembre de 1789, el convento pasa a ser bien nacional, abierto al público y es desafectado desde la supresión de los órdenes monásticas en el 1790. Poco después, el 17 de diciembre de 1793, se instala en él un museo, convirtiéndolo en uno de los más antiguos de Francia y la Escuela Superior de Bellas Artes de Toulouse. 
A principios del siglo XIX sufre grandes derrumbes siendo el principal afectado el refectorio.